# Пахарькова, Любовь Яковлевна
Любовь Яковлевна Пахарькова (30 октября 1917—15 февраля 1968) — заслуженный мастер спорта СССР (1951) (альпинизм), участник атомного проекта СССР. В 1935 году совершила первовосхождения на вершины Казбекской группы — Ресихох и Цити. Одна из основателей промышленного альпинизма в СССР.

## Биография
Родилась в крестьянской семье в слободе Голодаевка Таганрогского округа Северо-Кавказского края (ныне — Куйбышевский район Ростовской области), в которой уже подрастали две дочери Катя и Наташа. В 1918 году умирает отец, и мать с двумя старшими дочерьми уезжает в г. Ростов-на-Дону. Любу воспитывала бабушка. В конце 20-х годов Люба переезжает к матери и сёстрам.
В 1932 году, по окончании семи классов школы, Любовь Пахарькова поступила в ФЗУ, и, получив специальность токаря, работала на Ростовском паровозоремонтном заводе им. Ленина. Без отрыва от производства окончила Ростовскую лётную школу (Аэроклуб), затем работала там инструктором-пилотом, уверенно управляла самолётом, принимала участие в авиационных праздниках, совершила немало прыжков с парашютом.
Как и многие молодые люди 1930-х годов, Л. Я. Пахарькова увлеклась туризмом и альпинизмом, она участвовала в самодеятельных походах туристских и альпинистских групп по Кавказу. В 1935 году во время своего первого выезда в горы, в составе альпинистской секции своего завода, совершила первовосхождения на вершины Казбекской группы — Ресихох и Цити.
С 1936 года Любовь Пахарькова на партийной и комсомольской работе — инструктор райкома ВКП(б) и ЦК ВЛКСМ. С 1938 года, по окончании Школы инструкторов альпинизма ВЦСПС в «Адылсу», работала инструктором по альпинизму.

После окончания школы она много работала в альпиниадах, походах и альплагерях. Совершила десятки восхождений, руководила восхождением на вершины различных категорий трудности. После замужества, в 1938 году, Любовь Яковлевна переехала в Москву к мужу и два года проработала инструктором в Управлении Горно-Кавказским маршрутом ВЦСПС. В первые месяцы войны Любови Пахарьковой поручили эвакуацию группы работников театров Москвы. Она возглавила эшелон эвакуированных артистов, вывезла и разместила их в районах Удмуртии. Сама стала работать в одном из Удмуртских колхозов, за короткое время, освоив дело, она стала одним из лучших работников колхоза и, вскоре, Любови Пахарьковой предложили возглавить колхоз. Однако, из-за маленькой дочери, она не согласилась. Позже, с дочерью и бабушкой, они выехали в Новосибирск к родственникам.
— Из воспоминаний мужа Л. Я. Пахарьковой И. И. Калашникова
Во время войны Л. Я. Пахарькова была инструктором Новосибирского обкома ВКП(б), в 1943—1950 годах — инструктором ЦК КПСС. Любовь Яковлевна проявила себя как способная спортсменка и талантливый организатор. В 1948 году Любови Пахарьковой присвоено звание мастера спорта СССР, она была названа Федерацией альпинизма СССР в числе лучших альпинистов года.
В 1948—1949 годах работала инструктором в альпинистских лагерях, уполномоченным Спорткомитета СССР в «Цее» и «Адылсу». Имя Л. Я. Пахарьковой — в ряду основателей промышленного альпинизма в СССР.
В 1950 году она окончила курсы горноспасателей и была назначена начальником спасательной службы в Домбайском районе. Подобранная Л. Я. Пахарьковой в октябре 1949 года по заданию ПГУ группа альпинистов принимала непосредственное участие в работе Забайкальской экспедиции по поиску полезных ископаемых (урана), работала на урановом месторождении в Мраморном ущелье в самом сердце хребта Кодар, примерно в 10 км от высшей точки Забайкалья — пика БАМ (3072 м). Другое название месторождения — Ермаковское месторождение свинца.

Важность задания, трудные климатические условия, высокогорье, сложный скальный рельеф заставили геологов требовать помощи от квалифицированных альпинистов. Любовь Яковлевна подобрала группу из 8 человек, которые успешно проводили эту работу. Лично Любовь Яковлевна, единственная женщина группы, участвовала в обработке геофизиками сложнейшего скального участка, работая по 10—12 часов на скалах, при температуре зимой ниже −50 градусов. Там же она совершила с топографами первовосхождения на неизвестные вершины, уходя в дальние походы с караванами оленей. Создав на месте группу производственного альпинизма, Л. Я. Пахарькова обучила 20 специалистов правильному владению альпинистской техникой, что обеспечило выполнение производственных заданий.
— Из воспоминаний мужа Л. Я. Пахарьковой И. И. Калашникова
С 1950 года Любовь Яковлевна — сотрудник отдела научно-технической информации Всесоюзного научно-исследовательского института экспериментальной физики в Сарове.
28 августа 1951 года Л. Я. Пахарьковой присваивают звание заслуженный мастер спорта СССР (знак № 802).
С января 1957 г. до середины октября 1958 г. — на предприятии п/я 0215 в Снежинске, где работала в отделе кадров. После снова вернулась в Саров.
Скончалась 15 февраля 1968 года в Москве после тяжелой болезни. Похоронена на Центральной аллее муниципального кладбища в Сарове.
В 2002 году в Мраморном ущелье альпинистами из Нижнего Новгорода была установлена табличка с текстом: «Мемориальная доска установлена в честь основателя федерации альпинизма в г. Саров, заслуженного мастера спорта Пахарьковой Любови Яковлевны, работавшей в Мраморном ущелье в 1951 году».

## Награды, премии, звания
- Два ордена «Знак Почёта» (1948), 04.01.1954)
- Медаль «За оборону Москвы»
- Медаль «За доблестный труд»
- Звание «Мастер спорта СССР», (1948)
- Звание «Заслуженный мастер спорта СССР» (1951)

## Из воспоминаний современников
Парфененко Н. П., одноклассник: «Мы с Любой жили на одной улице. Улица Миусская выходила к речке, за которой был лес, горы, скалы (отроги Донецкого кряжа). Мы, одногодки, вместе проводили время, вместе пошли в начальную школу. В 1929 году Люба, окончив 4 класса, уехала к матери в Ростов-на-Дону. Иногда приезжала к бабушке на летние каникулы. То, что она была заводилой на нашей улице, помнили все одноклассники».
Лупандин Сергей Алексеевич, альпинист, мастер спорта СССР: «Вопрос о самом восхождении был уже решен. Стена Зарамага звала нас. Каждому альпинисту знакомо то чувство, когда уже нет сомнений и нет пути назад. Восхождение в нашем сознании уже началось, хотя мы сидели пока у палатки за кружкой чая и молча смотрели на северную стену, разрешая каждый для себя последние неясности. После возвращения с пика Николаева была проведена окончательная подготовка к штурму.

Нас было четверо. Все мы — Аля Лупандина, Люба Пахарькова, Игорь Калашников и автор этого очерка — работали не один год инструкторами в альпинистском лагере. Нас связывала многолетняя дружба и совместные восхождения в горах. Мы знали достоинства и недостатки друг друга и были уверены в каждом».